# ペルセフォネ (小惑星)
ペルセフォネ (399 Persephone) は、小惑星帯に位置する典型的な小惑星である。かなり小規模な小惑星族を代表する天体と考えられているが、その範囲についてははっきりしない。
マックス・ヴォルフがハイデルベルクで発見し、ギリシア神話に登場する女神ペルセポネーにちなんで命名した。